# 영천여자고등학교
영천여자고등학교(永川女子高等學校)는 대한민국 경상북도 영천시 성내동에 있는 공립 고등학교이다.

## 학교 연혁
- 1960년 9월 24일 : 초대 이학원 교장 취임
- 1961년 5월 1일 : 영천여자고등학교 설립 인가
- 1961년 7월 7일 : 영천여자고등학교 개교
- 1979년 3월 1일 : 영천여자중·고등학교 분리
- 2009년 10월 20일 : 2009 교육과학기술부 "기숙형고교" 지정
- 2011년 5월 31일 : 생활관·급식소 증축(4층 연면적 3,915평방미터)
- 2012년 3월 1일 : 2012 교육과학기술부 "자율형 창의경영학교" 지정
- 2014년 3월 1일 : 2014 경상북도교육청 “자율과제 연구학교” 지정
- 2021년 3월 1일 : 고교학점제 선도학교 지정
- 2024년 1월 3일 : 제61회 졸업식(72명) 총 졸업생 13,744명
- 2024년 3월 1일 : 제28대 정준용 교장 취임

## 참고 자료
- 영천여자고등학교 - 한국교육학술정보원 학교알리미